# アクアラッシュ
『アクアラッシュ』は2000年にナムコ（後のバンダイナムコアミューズメント）がアーケードゲームとして発表したパズルゲーム。
深海と泡がモチーフになっており、ゲームが進行するとどんどん海面へと浮上していく。現在、携帯サイト「ナムコ・ゲームス」で会員登録する事により移植版がプレイ可能。全国ランキングも行われた。

## ルール
せり上がってくるブロックを変形させてステージに配置してあるブロックの隙間を埋めていく。ブロックはフィールド横一列が埋まると消滅。ステージ最上層の列を消滅させるとステージクリアとなる。ブロックが詰みあがっていき、ステージ最下部にある赤いラインを超えてしまうとゲームオーバーとなってしまう。

## 特徴
3ボタンはそれぞれせり上がっていくブロックの左、中央、右部分に対応しており、ボタンを押すたびに対応したブロックが伸びて変形させることが出来る。従来のように降ってくるブロックの形状で置き場所を決めるなどでなく、自分でブロックの形を作るのが何よりの特徴であった。
それまでのパズルゲームと異なり、あまり深く考えないですばやくブロックを消しているだけでも自然に連鎖反応が起こるようになっており、これによりパズルゲーム初心者でも手軽に連鎖を味わえるようになっていた。その上できちんと考えて配置していけば綺麗に連鎖が起こるようにもなっている。

## ゲームモード
一人プレイモード、対戦モード、そしてタイトル画面でコマンドを入力することによって出現するエンドレスモードが存在する。
一人プレイモード
練習・初級・上級の3モードが存在し、それぞれステージの長さ・ステージ配置ブロックの複雑さが異なる。どれだけ早く全ステージをクリア出来るかを競うモードで、クリアするとインターネットランキング用のパスワードが表示される。2000年6月頃まではオフィシャルページでランキングが集計されていた。また、最終ステージまでクリアすることでエンドレスモードのプレイ方法が表示される。
対戦モード
この手のパズルゲームにしては珍しく対戦モードが存在する。デフォルトでは3本勝負、2本先取で勝敗が付き、フィールド下部にある赤いラインを突破するとそのラウンドは負けになる。
エンドレスモード
通常のモードとは違い、ゲームオーバーになるまでにどれだけのライン数を消滅させることが出来たかを競うモード。タイムアタックモードの背景が美しい海底だったのに対し、エンドレスモードは太陽の光が届かないような深海。通常のモードでは出現しないような、複雑なブロックがステージに配置されている。上級者になると2000ラインや3000ラインを消滅させる事ができる。